# ایوریل هینز
اِیْوریل دنیکا هِیْنْز (به انگلیسی: Avril Danica Haines؛ زادهٔ ۲۹ اوت ۱۹۶۹ در نیویورک) یک وکیل و مقام ارشد دولتی آمریکایی است که از ژانویه ۲۰۲۱ تا ۲۰۲۵ به عنوان هفتمین اداره‌کننده اطلاعات ملی آمریکا در دولت بایدن مشغول به کار بود. او پیشتر به عنوان قائم‌مقام مشاور امنیت ملی کاخ سفید در دولت باراک اوباما کار کرده‌است. وی پیش از این به عنوان قائم‌مقام اداره کننده سازمان اطلاعات مرکزی (CIA) کار می‌کرد و اولین زنی بود که این سمت را به عهده داشت. وی پیش از انتصاب به CIA، به عنوان قائم مقام مشاور حقوقی رئیس‌جمهور در امور امنیت ملی در دفتر مشاور کاخ سفیدکار می‌کرد.
وی جایگزین تونی بلینکن به عنوان قائم‌مقام مشاور امنیت ملی کاخ سفید شد، سمتی که تا پایان دولت اوباما در آن سمت بود.
در تاریخ ۲۳ نوامبر سال ۲۰۲۰، جو بایدن رئیس‌جمهور منتخب اعلام کرد که هینز را به عنوان اداره‌کننده اطلاعات ملی معرفی می‌کند که او را بدل به اولین زنی می‌کند که این سمت را به عهده دارد.

## حرفه

### خدمات اولیه دولتی
در سال ۲۰۱۰، هینز به عنوان دستیار قائم‌مقام مشاور رئیس‌جمهور و قائم‌مقام مشاور رئیس‌جمهور در امور امنیت ملی در کاخ سفید به کار در دفتر مشاور کاخ سفید منصوب شد.
در ۱۸ آوریل ۲۰۱۳، اوباما هینز را به عنوان مشاور حقوقی وزارت امور خارجه معرفی کرد تا پس از استعفای هارولد هونگجو کو برای بازگشت به تدریس در دانشکده حقوق ییل، سمت خالی او را پر کند. با این حال، در ۱۳ ژوئن ۲۰۱۳، اوباما نامزدی هینز را به عنوان مشاور حقوقی وزارت امور خارجه پس گرفت و به جای آن وی را به عنوان قائم‌مقام مدیر سازمان اطلاعات مرکزی انتخاب کرد. هاینز به جای مایکل مورل، قائم‌مقام سیا و سرپرست سابق آن، معرفی شد. دفتر قائم‌مقام مدیر نیاز به رای تأیید سنا ندارد، و بدین ترتیب هینز در ۹ اوت ۲۰۱۳، آخرین روز تصدی مورل، این مقام را در دست گرفت. هینز اولین زنی بود که دفتر قائم‌مقام مدیر سیا را عهده‌دار شد، در حالی که جینا هاسپل اولین زن افسر اطلاعات حرفه ای بود که به عنوان مدیر سیا انتخاب شد. در سال ۲۰۱۵، هینز وظیفه داشت تعیین کند آیا پرسنل سیا که در هک کامپیوترهای کارکنان دفاتر سناتورها شرکت داشتند و گزارش کمیته اطلاعات سنا را در مورد شکنجه CIA تهیه می‌کردند، باید با برخورد انضباطی مواجه شوند یا خیر. هاینز ترجیح داد که با آنها برخورد نکند، و نظر بازرس کل سیا را نادیده گرفت. متعاقباً، وی در پروژه سیا برای مخفی کردن بخش‌های محرمانه گزارش سنا برای آماده کردن و منتشر کردن آن شرکت داشت. وی همچنین اولین قائم‌مقام مشاور امنیت ملی زن آمریکا (DNSA) بود.
در طی سالهای حضور در کاخ سفید اوباما، هینز نقش مهمی در همکاری نزدیک با جان برنان در تعیین سیاست دولت در «قتل‌های هدفمند» توسط هواپیماهای بدون سرنشین ایفا کرد. اتحادیه آزادی‌های مدنی آمریکا سیاست اوباما در مورد قتل‌های هواپیماهای بدون سرنشین را به دلیل عدم رعایت هنجارهای بین‌المللی حقوق بشر به شدت مورد انتقاد قرار داد. با درز ایمیل‌های کمیته ملی دموکرات در جریان مبارزات انتخاباتی ریاست جمهوری سال ۲۰۱۶، هینز به عنوان قائم‌مقام مشاور امنیت ملی مجموعه ای از جلسات را تشکیل داد تا در مورد روش‌های پاسخ به هک و درز اطلاعات گفتگو کند.